# Mänttä

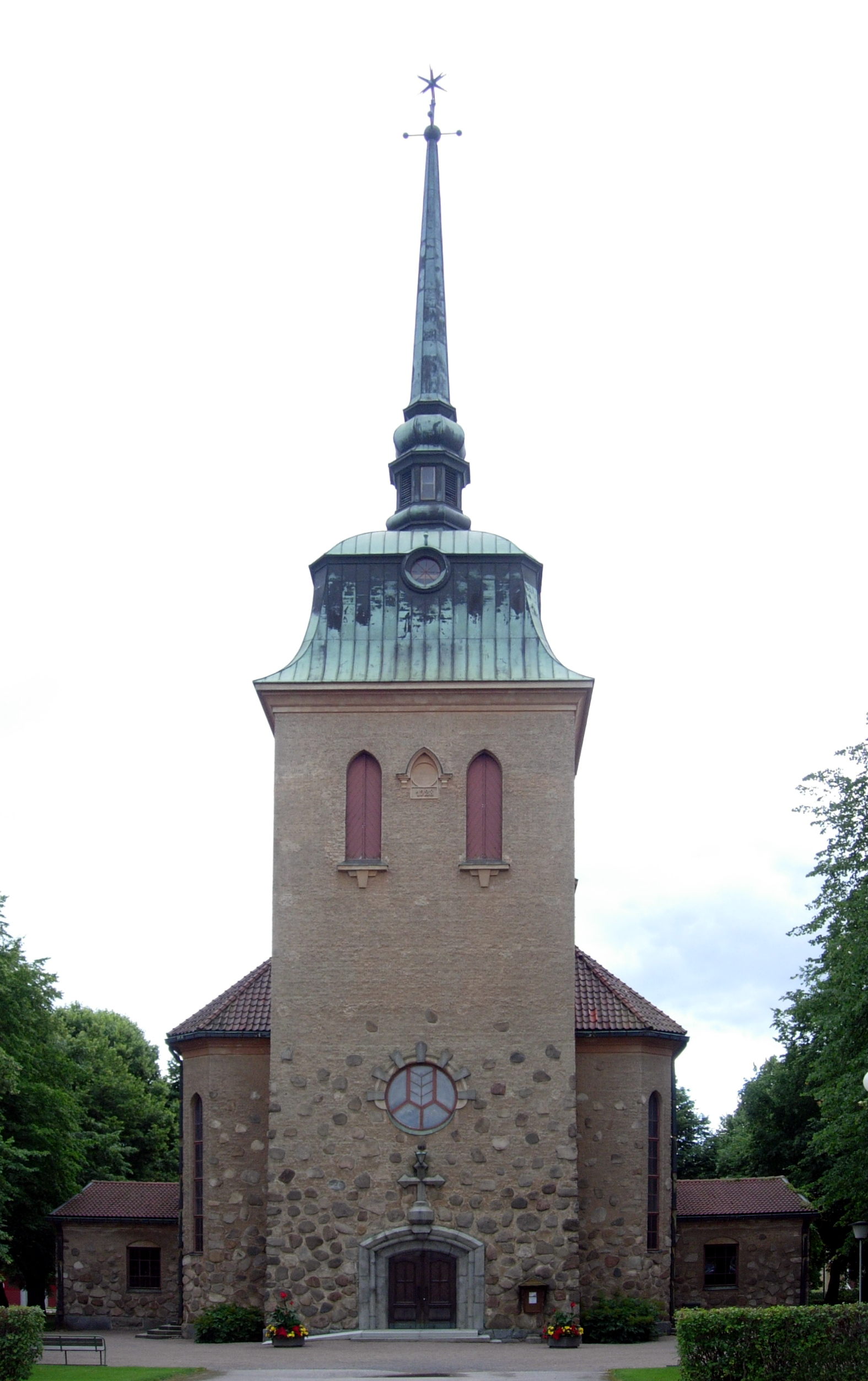
Kerk in Mänttä

Mänttä is een voormalige gemeente en stad in de Finse provincie West-Finland en in de Finse regio Pirkanmaa, zo'n tachtig kilometer noordnoordwest van Tampere. De gemeente heeft een totale oppervlakte van 64 km² en telde 6732 inwoners in 2003. In 2009 is de gemeente samen met de andere gemeente Vilppula gefuseerd en hebben de nieuwe gemeente Mänttä-Vilppula gevormd.

## Geboren in Mänttä
- Pekka Koskela (1982), langebaanschaatser

Akaa · Hämeenkyrö · Ikaalinen · Juupajoki · Kangasala · Kihniö · Lempäälä · Mänttä-Vilppula · Nokia · Orivesi · Parkano · Pirkkala · Punkalaidun · Pälkäne · Ruovesi · Sastamala · Tampere · Urjala · Valkeakoski · Vesilahti · Virrat · Ylöjärvi
Voormalige gemeenten:
Äetsä · Aitolathi · Eräjärvi · Ikaalisten maalaiskunta · Karkku · Kiikka · Kuhmalahti · Kuorevesi · Kuru · Kylmäkoski · Längelmäki · Luopioinen · Mänttä · Messukylä · Mouhijärvi · Pohjaslavi · Sääksmäki · Sahalahti · Suodenniemi · Suoniemi · Teisko · Toijala · Tottijärvi · Tyrvää · Vammala · Viiala · Viljakkala · Vilppula